# Jarandilla de la Vera
Jarandilla de la Vera est une commune de la province de Cáceres dans la communauté autonome d'Estrémadure en Espagne.

## Culture et patrimoine

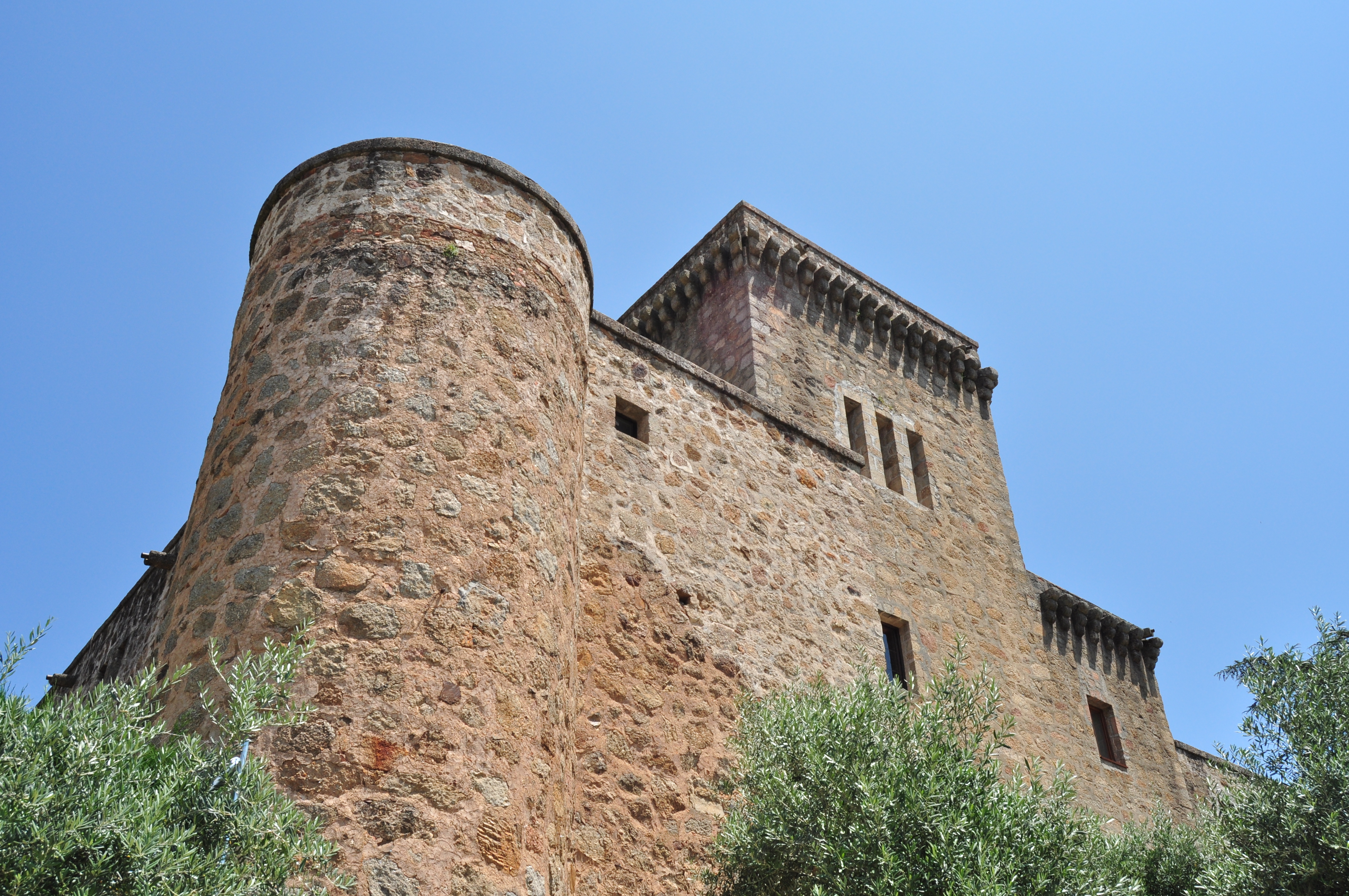
Château des Marquis d'Oropesa
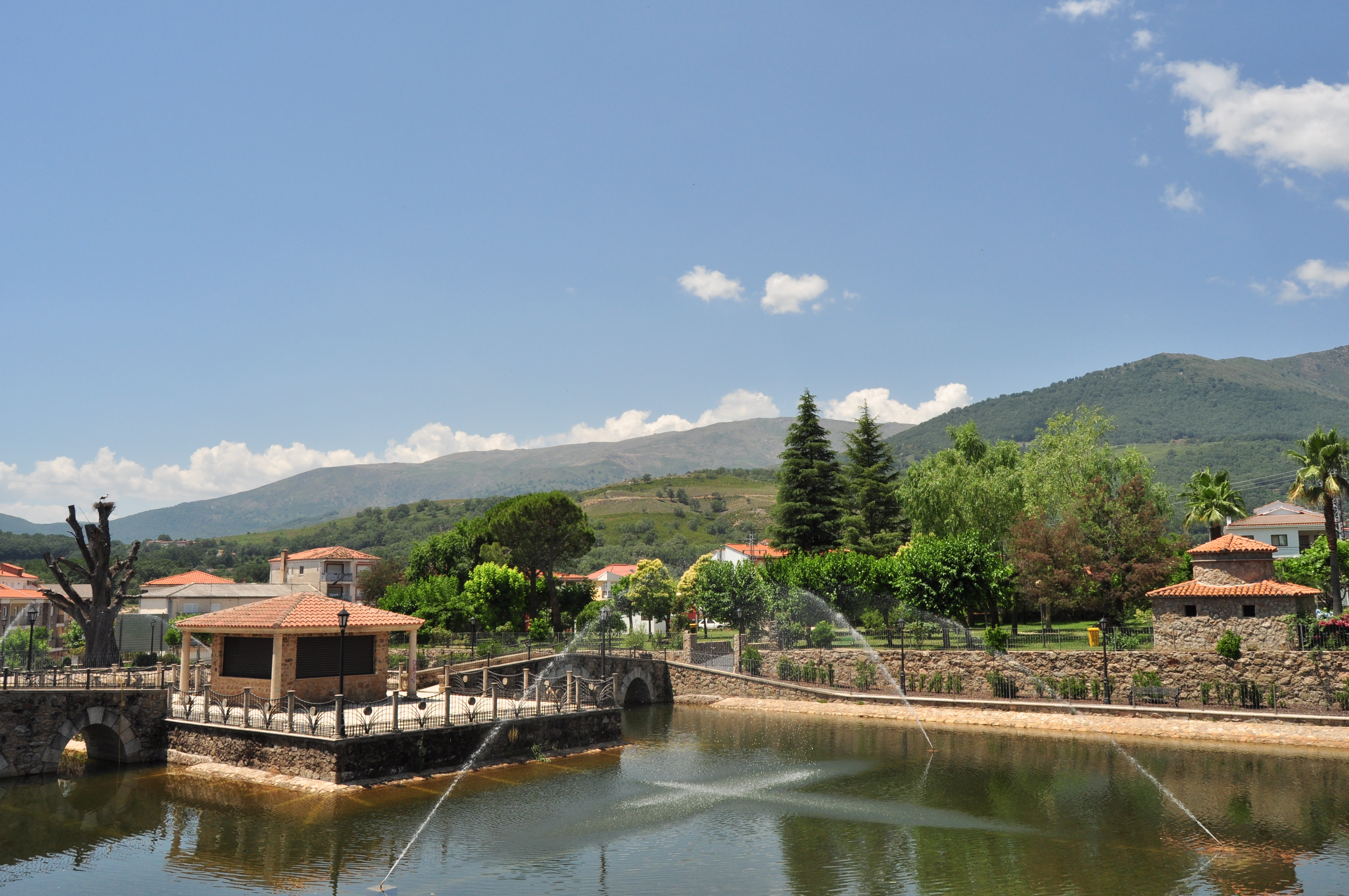
Jardin public à Jarandilla de la Vera